# Selección femenina de balonmano de Austria
La selección femenina de balonmano de Austria es la selección femenina de balonmano que representa a Austria a nivel internacional.

## Historial

### Juegos Olímpicos
- 1972 - No participó
- 1976 - No participó
- 1980 - No participó
- 1984 - 6.ª plaza
- 1988 - No participó
- 1992 - 5.ª plaza
- 1996 - No participó
- 2000 - 5.ª plaza
- 2004 - No participó
- 2008 - No participó
- 2012 - No participó
- 2016 - No participó
- 2020 - No participó

### Campeonatos del Mundo
- 1957 - 6.ª plaza
- 1962 - No participó
- 1965 - No participó
- 1973 - No participó
- 1975 - No participó
- 1978 - No participó
- 1982 - No participó
- 1986 - 12.ª plaza
- 1990 - 5.ª plaza
- 1993 - 8.ª plaza
- 1995 - 8.ª plaza
- 1997 - 11.ª plaza
- 1999 -  Medalla de bronce
- 2001 - 7.ª plaza
- 2003 - 11.ª plaza
- 2005 - 13.ª plaza
- 2007 - 16.ª plaza
- 2009 - 10.ª plaza
- 2011 - No participó
- 2013 - No participó
- 2015 - No participó
- 2017 - No participó
- 2019 - No participó
- 2021 - 16.ª plaza

### Campeonatos de Europa
- 1994 - 9.ª plaza
- 1996 -  Medalla de bronce
- 1998 - 4.ª plaza
- 2000 - 12.ª plaza
- 2002 - 9.ª plaza
- 2004 - 10.ª plaza
- 2006 - 10.ª plaza
- 2008 - 15.ª plaza
- 2010 - No participó
- 2012 - No participó
- 2014 - No participó
- 2016 - No participó
- 2018 - No participó
- 2020 - No participó